# デラノ (カリフォルニア州)
デラノ（デレイノ、Delano）は、アメリカ合衆国カリフォルニア州のカーン郡にある都市。人口は5万1428人（2020年）。市名は政治家コロンバス・デラノに由来している。

## 概要
デラノには州刑務所があり最大の雇用主となっているが主要産業は農業である。特にテーブルグレープは特産品となっておりブランド品として流通している。サンフランシスコとロサンゼルスの間に位置しているため、両市場に農産物を一晩で輸送出来る優先性がある。農場労働者はメキシコ人、フィリピン人が多い。伝統的に労働運動が活発な地域であり、セサール・チャベスなどの労働運動家が拠点としていた。

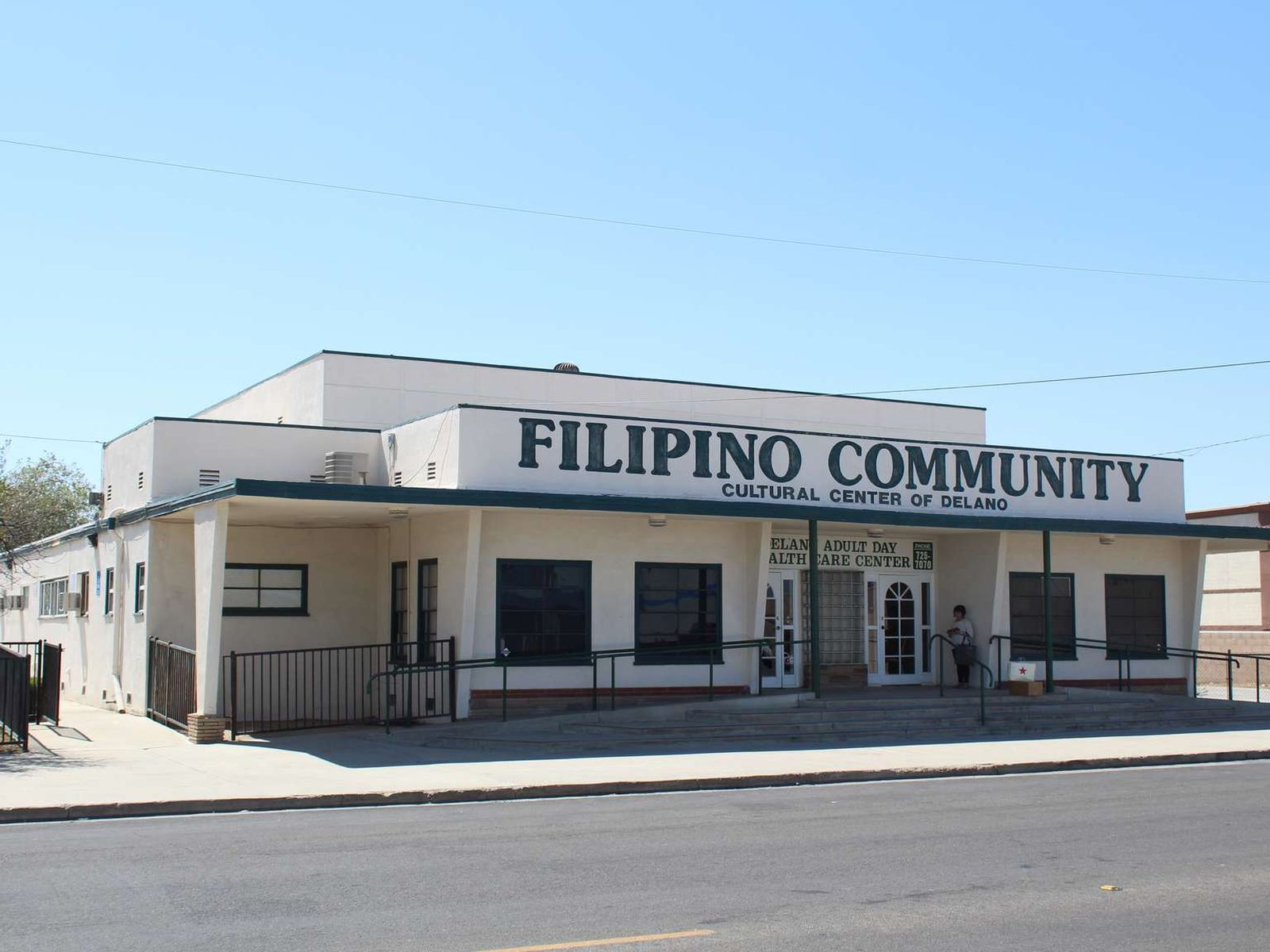
フィリピン・コミュニティーセンター

和歌山県有田市の姉妹都市である。